# Iaransk
Iaransk (en rus Яранск) és una ciutat de l'óblast de Kírov, a Rússia. Es troba sobre el riu Iaran, un afluent del Pijma, a 257 km al sud-oest de Kírov.

## Història
Iaransk fou fundada el 1584 com un ostrog (fortalesa russa) contra els mari sobre el riu Iaran. Al voltant de la fortalesa va aparèixer un possad, un tipus d'assentament semi-urbà que el 1780 va aconseguir l'estatus de ciutat.

## Demografia
| 1897   | 1926   | 1939   | 1959   | 1970   | 1979   |
| ------ | ------ | ------ | ------ | ------ | ------ |
| 4 800  | 6 100  | 9 300  | 11 800 | 15 400 | 17 700 |
| 1989   | 1996   | 2002   | 2007   | 2009   | 2010   |
| 20 466 | 21 400 | 19 723 | 19 700 | 19 690 | 17 252 |

Plantilla:Kírov